# New Resource Bank
New Resource Bank — небольшой американский банк, базирующийся в Сан-Франциско (Калифорния). New Resource Bank делает упор на устойчивое развитие и экологические программы, считаясь одним из самых «зелёных» банков страны. Банк повсеместно продвигает проекты по охране окружающей среды, а также кредитует предприятия малого бизнеса, фермерские кооперативы и организации экологического профиля. New Resource Bank занимается розничным и онлайн-банкингом, кредитованием, предлагает депозиты, застрахованные в Федеральной корпорации по страхованию вкладов.
Также New Resource Bank финансирует фонд MCE Social Capital, который кредитует микрофинансовые организации в развивающихся странах. 

## История
New Resource Bank основан в 2006 году Питером Лиу, его акционерами стали сотни компаний, организаций и частных лиц, включая Triodos Bank и RSF Social Finance (позже к крупным акционерам добавилась лондонская компания Generation Investment Management). В 2009 году, после крупного финансового кризиса, главой банка стал Винс Сицилиано — сторонник идеи «медленного банковского дела», которая отвергает главенство прибыли над социальной составляющей. Он вытащил New Resource Bank из плохого финансового состояния и привлёк новые депозиты. New Resource Bank стал «зелёной» альтернативой господствующим большим банкам, сосредоточился на экологических и социальных банковских продуктах.
В 2010 году New Resource Bank получил от B Lab статус B-corporation (Benefit corporation), то есть стал соответствовать всем стандартам социальной и экологической эффективности. По состоянию на март 2010 года активы банка составляли 179 млн долларов.

## Деятельность
New Resource Bank работает с сертификатами возобновляемой энергии, возмещая затраты компании на электричество и путешествия, субсидирует общественный транспорт, продвигает велосипеды и электромобили, финансирует «зелёные» компании и программы, способствующие экологическим преобразованиям (справедливая торговля, альтернативная энергетика, энергоэффективность, зелёное строительство, органическая пища и другие «зелёные» технологии). Банк перерабатывает и снова использует 95 % своих отходов, покупает расходные материалы, изготовленные из переработанного мусора. Дебетовые карты банка помогают финансировать некоммерческие организации, которые являются партнёрами New Resource Bank. У банка работает обширная программа некоммерческих банковских услуг с льготными тарифами.
New Resource Bank проводит широкую просветительскую и обучающую деятельность среди клиентов, помогая им переходить на экологические стандарты деятельности.